# Dainese
Dainese – włoskie przedsiębiorstwo produkujące odzież motocyklową, kolarską i zjazdową założone w 1972 roku w Molvenie. Jego właścicielem jest bahrajńska firma Investcorp. W lipcu 2007 roku Dainese przejęło włoskiego producenta kasków motocyklowych AGV.
Dainese tworzy swoje produkty zarówno masowo jak i na miarę. W swoich produktach stosuje m.in. włókno węglowe, kevlar czy tytan. Firma tworzy także kurtki i kombinezony z poduszką powietrzną, których we wrześniu 2015 roku wyprodukowano już 1000 egzemplarzy. Dainese produkuje także kombinezony „Procom” wyposażone w czujniki pomiaru temperatury i wilgotności.
Dainese we współpracy z Massachusetts Institute of Technology projektuje kombinezony dla kosmonautów mających lecieć na Marsa.

## Sportowcy w barwach Dainese[11]

### Motocykliści
- Niccolò Antonelli (Włochy)
- Francesco Bagnaia (Włochy)
- Sandro Cortese (Niemcy)
- Pol Espargaró (Hiszpania)
- Romano Fenati (Włochy)
- Nicky Hayden (Stany Zjednoczone)
- Leon Haslam (Wielka Brytania)
- Andrea Iannone (Włochy)
- Jack Miller (Australia)
- Franco Morbidelli (Włochy)
- Valentino Rossi (Włochy)
- Luis Salom (Hiszpania)
- Tom Sykes (Wielka Brytania)

### Sportowcy zimowi
- Aleksandr Choroszyłow (Rosja)
- Cristian Deville (Włochy)
- Florian Eisath (Włochy)
- Sofia Goggia (Włochy)
- Erik Guay (Kanada)
- Werner Heel (Włochy)
- Jan Hudec (Kanada)
- Bode Miller (Stany Zjednoczone)
- Manfred Mölgg (Włochy)
- Manuela Moelgg (Włochy)
- Roberto Nani (Włochy)
- Manuel Osborne-Paradis (Kanada)
- Matthias Mayer (Austria)
- Michael Matt (Austria)
- Vincent Kriechmayr (Austria)